# Яне Коджабашия
Яне Коджабашия (на македонска литературна норма: Јане Коџабашија) e композитор и музиколог от Северна Македония.

## Биография
Роден е на 19 юли 1942 година в кукушкото влашко село Купа, Гърция. Работи като редактор в Радио Скопие. Автор е на музикална критика за Радио Скопие и за периодичния печат. Изследва църковната музика от Македония, като публикува делата на Иван Генадиев и ръкописи от XIX век.